# Пјано Вите
Пјано Вите је насеље у Италији у округу Катанија, региону Сицилија.
Према процени из 2011. у насељу је живело 83 становника. Насеље се налази на надморској висини од 534 м.